# Charlotte Hatherley

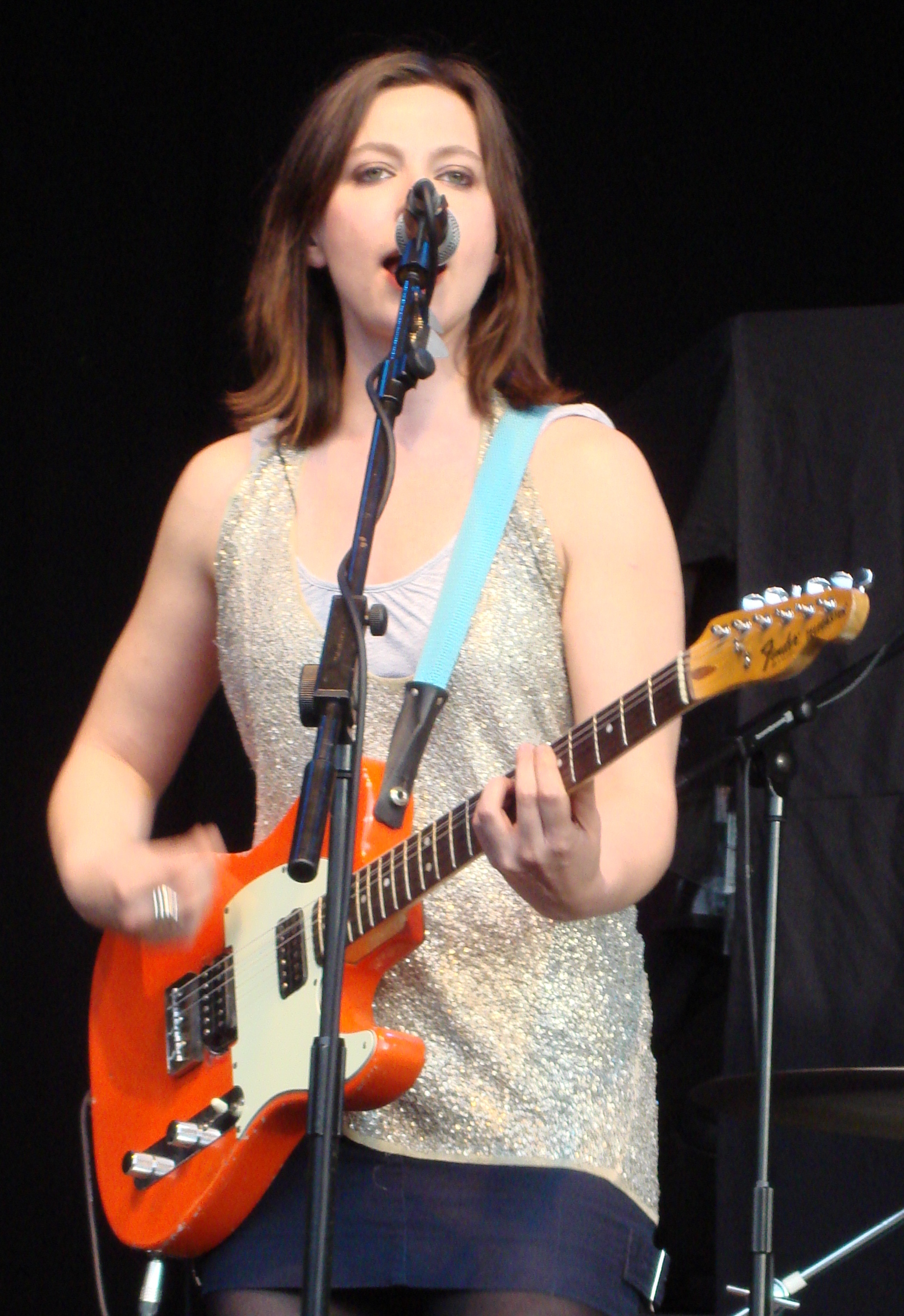
Charlotte Hatherley, 2007

Charlotte Hatherley (* 20. Juni 1979 in Hammersmith, London) ist eine britische Rocksängerin und Gitarristin.

## Karriere
Hatherleys erste Band war die Gruppe Nightnurse. Auf einem Konzert dieser Band wurde sie von Ash-Frontmann Tim Wheeler im Jahr 1997 im Blue-Moon-Club entdeckt und stieg infolgedessen bei Ash ein. 2004 brachte Hatherley ein Soloalbum mit dem Titel Grey Will Fade heraus, besonders die Singleauskopplung Bastardo begeisterte die Kritiker. Außerdem war sie in diesem Jahr als Gast auf dem Album Armed Love der schwedischen Rockband The (International) Noise Conspiracy zu hören.
Am 21. Januar 2006 wurde auf der offiziellen Homepage von Ash verkündet, dass Charlotte Hatherley die Band nach neun Jahren verlässt.
Auf dem im August 2006 erschienenen Album Never Say Never von Kim Wilde ist sie mit dieser im Duett Kids In America zu hören. Ein zweites Album (The Deep Blue) erschien am 5. März 2007 auf Hatherleys neu gegründetem Label Little Sister.

## Diskografie (mit Ash)

### Alben
- Nu-Clear Sounds – (Oktober 1998)
- Numbskull – (April 1999)
- Free All Angels – (April 2001)
- Intergalactic Sonic Sevens – (September 2002)
- Meltdown – (Mai 2004)

### Singles
- A Life Less Ordinary – (Oktober 1997)
- Jesus Says – (September 1998)
- Wildsurf – (November 1998)
- Shining Light – (Februar 2001)
- Burn Baby Burn – (April 2001)
- Sometimes – (Juli 2001)
- Candy – (Oktober 2001)
- There’s a Star – (Dezember 2001)
- Envy – (August 2002)
- Jack Names the Planets – (Dezember 2002)
- I’m on Drugs – (Februar 2003)
- Clones – (Februar 2004)
- Orpheus – (Mai 2004)
- Starcrossed – (August 2004)

## Diskografie (Solo)

### Alben
- Grey Will Fade – (August 2004)
- Bastardo EP – (Januar 2005)
- The Deep Blue – (Mai 2007)
- New Worlds – (Oktober 2009)

### Singles
- Summer – (August 2004)
- Bastardo – (Februar 2005, nur UK)